# Anelytropsis papillosus
Anelytropsis papillosus là một loài thằn lằn không chân trong họ Dibamidae và là loài duy nhất của chi Anelytropsis. Chúng có bề ngoài giống Amphisbaenia, nhưng thực ra chỉ có quan hệ tiến hóa xa.